# تفجيرات سريلانكا 2019
تفجيرات سريلانكا 2019 (بالتاميليّة: 2019 இலங்கை உயிர்ப்பு ஞாயிறு குண்டுவெடிப்பு) هي مجموعة من التفجيرات التي وقعت في يوم 21 أبريل 2019 الموافق لعيد القيامة "عيد الفصح"، في ثلاث كنائس مسيحيَّة وخمسة فنادق بعدة مدن في سريلانكا، بما في ذلك العاصمة كولمبو. قُتل خلالها ما لا يقل عن 359 شخصًا من بينهم ثلاثة من ضباط الشرطة وحوالي 39 من الرعايا الأجانب، وأصيب أكثر من 500 آخرين بجروح نتيجة التفجيرات. نفذت التفجيرات خلال قداس عيد القيامة في ثلاثة كنائس في نغومبو، وباتيكالوا وكولومبو، بينما شملت الفنادق المستهدفة فنادق ومنتجعات شانغريلا، وسينامون جراند وذا كينغسبيري في كولومبو.
صرحت الحكومة السريلانكية إن جميع المفجرين الانتحاريين السبعة في الهجمات شبه المتزامنة كانوا من مواطني سريلانكا ومرتبطين بجماعة التوحيد الوطنية، وهي جماعة إسلامية متشددة مسلحة ومحلية ولها صلات أجنبية مشتبه بها، وكانت معروفة سابقاً بالهجمات ضد البوذيين. وقال وزير الدولة للدفاع روان فيجواردين في البرلمان إن التحقيقات الأولية كشفت أن الهجوم كان رداً على هجوما كرايستشيرش في نيوزيلندا. ومع ذلك، يعتقد المحللون أن الهجمات قد تم التخطيط لها في وقت سبق هجوم كرايستشيرش.
في 23 أبريل عام 2019، أعلنت الجماعة الإسلامية المتشددة تنظيم الدولة الإسلامية (داعش) في وكالة أعماق الإخبارية عن مسؤوليتها عن التفجيرات. وقال التنظيم أنّ المفجرين كانوا من مقاتلي داعش وقاموا بتلبية دعوتهم لمهاجمة مواطني التحالف الذي حارب التنظيم. ومع ذلك، لم تكن سريلانكا جزءًا من التحالف المناهض لداعش، كما وكانت الغالبية العظمى من القتلى من مواطني سريلانكا.

## خلفية
هناك تاريخ طويل من الإرهاب في سريلانكا. معظم الهجمات كانت من قبل جبهة نمور التاميل والتي هُزمت في محاولة للسيطرة العنيفة على البلاد من الأغلبية العرقية السنهالية لإنشاء دولة التاميل المستقلة في عام 2009، إلى جانب جبهة جاناتا فيموكتي بيرامونا الشيوعية الماركسية اللينينية، والتي شاركت في الانتفاضات المسلحة في عام 1971 وبين الأعوام 1987 إلى 1988. وعلى الرغم من وقوع 13 حادثاً إرهابياً غير حكومي في سريلانكا في عقد 2000، لكن منذ هزيمة جبهة جبهة نمور التاميل، كان هجوم أبريل في 2019 أول هجوم كبير في عقد 2010.
حوالي 70% من سكان سريلانكا من أتباع الديانة البوذية وحوالي 9.7% من السريلانكيين من أتباع الديانة الإسلامية. وحوالي 7.4% من سكان سريلانكا هم من أتباع الديانة المسيحية، حوالي 82% من مجمل مسيحيي البلاد هم من الرومان الكاثوليك والذين يعود تراثهم الديني مباشرةً إلى البرتغاليين. وينسب الكاثوليك التاميليين تراثهم الديني إلى فرنسيس كسفاريوس وإلى المبشرين البرتغاليين. وينقسم المسيحيين الباقين بالتساوي بين كنيسة سيلان الأنجليكانية وغيرها من الطوائف البروتستانتية. ويعد أحد القيامة هو أحد أقدس أيام في المسيحية. وكان التردد على الكنائس مرتفع للغاية في هذا اليوم.
خلال عام 2010، حصل عدد قليل ولكنه مستمر من الهجمات والتهديدات ضد الطوائف والأفراد المسيحيين، وكذلك إلى الأقليات الدينية الأخرى. وكان قد دعا الأسقف الأنجليكاني كولومبو ديلوراج كاناجاسابي إلى حماية الحقوق الدستورية المتعلقة بالدين. وفي عام 2018، أعلن التحالف المسيحي الإنجيلي الوطني في سريلانكا عن زيادة كبيرة في عدد الهجمات ضد المسيحيين في البلاد في ذلك العام. تزامن هذا مع حكم المحكمة العليا ضد منظمة كاثوليكية في أغسطس عام 2018، والتي اعتبرت أن التبشير لم يكن محميًا بالدستور، على الرغم من أن الحرية الدينية الفردية ظلت محمية.
ذكرت «صحيفة نيويورك تايمز» ووكالة فرانس برس عن قائد شرطة يحذر مسؤولي الأمن في عشرة أيام قبل الهجمات من تهديد الكنائس البارزة من قبل جماعة إسلامية راديكالية، هي جماعة التوحيد الوطنية. ولكن لم يتم نقل أي معلومات في هذا الصدد إلى كبار السياسيين في البلاد، وقام الوزير هارين فرناندو بعد ذلك بتغريد صور لمذكرة داخلية وتقرير من مخابرات الشرطة عن هجوم إرهابي خطط له زعيم حركة التوحيد الوطنية محمد زهران.
تعد هذه هي المرة الأولى منذ انتهاء الحرب الأهلية السريلانكية عام 2009 التي تشهد فيها البلاد هجومًا إرهابيًا كبيرًا.

## الهجوم
نُفذ الهجوم يوم الأحد عندما كان المسيحيون يحتفلون بعيد القيامة. حيث استهدفت الكنائس والفنادق في جميع أنحاء سريلانكا. يُعتقد أن تفجيرين منها على الأقل سببهما الانتحاريين. وأفيد أن تسلسل وتوقيت التفجيرات - التي لم تكن متزامنة - يبدو أنه خطط لها لإحداث أقصى قدر من الدمار، ومن أجل استهداف المسيحيين خلال التجمعات الجماهيرية في جميع أنحاء الجزيرة، واستهداف الضيوف في ذروة ساعات الإفطار في الفنادق الفاخرة المطلة على الشاطئ في العاصمة. التفجيرات الانتحارية الستة التي استهدفت الكنائس والفنادق نفذت من قبل انتحاريين.
وقع الانفجار الأول في كنيسة ضريح القديس أنتوني، وهي كنيسة تاريخيَّة في العاصمة، حيث قتل أكثر من 50 شخصاً. ووقع الانفجار الثاني في كنيسة القديس سيباستيان في ضاحية نيجومبو ذات الأغلبية المسيحية، إلى الشمال من كولومبو سري جاياواردنابورا كوتي. ويقع فندق سانت سيباستيان بالقرب من المطار الرئيسي في سريلانكا، مطار باندارنيك الدولي، حيث تم رفع مستوى الأمن.
ذكرت وسائل الإعلام السريلانكية أن 40 شخصاً على الأقل قتلوا في كولومبو، بين ضريح القديس أنتوني والفنادق.

### الجدول الزمني للتفجيرات
| الوقت (ت ع م+05:30)     | الموقع                                                                                             |
| ----------------------- | -------------------------------------------------------------------------------------------------- |
| 8:45 ما قبل منتصف اليوم | كولمبو: ضريح كنيسة القديس أنتوني، فندق شانجريلا، فندق ذا كينغسبيري نيجومبو: كنيسة القديس سيباستيان |
| 8:55 ما قبل منتصف اليوم | كولمبو: فندق سينامون جراند                                                                         |
| 9:05 ما قبل منتصف اليوم | باتيكالوا: كنيسة صهيون الإنجيليّة                                                                   |
| 1:45 ما بعد منتصف اليوم | دهيوالا: دار ضيافة بالقرب من حديقة الحيوان الوطنية                                                 |
| 2:15 ما بعد منتصف اليوم | ديماتاجودا: مجمع سكني                                                                              |

### الكنائس

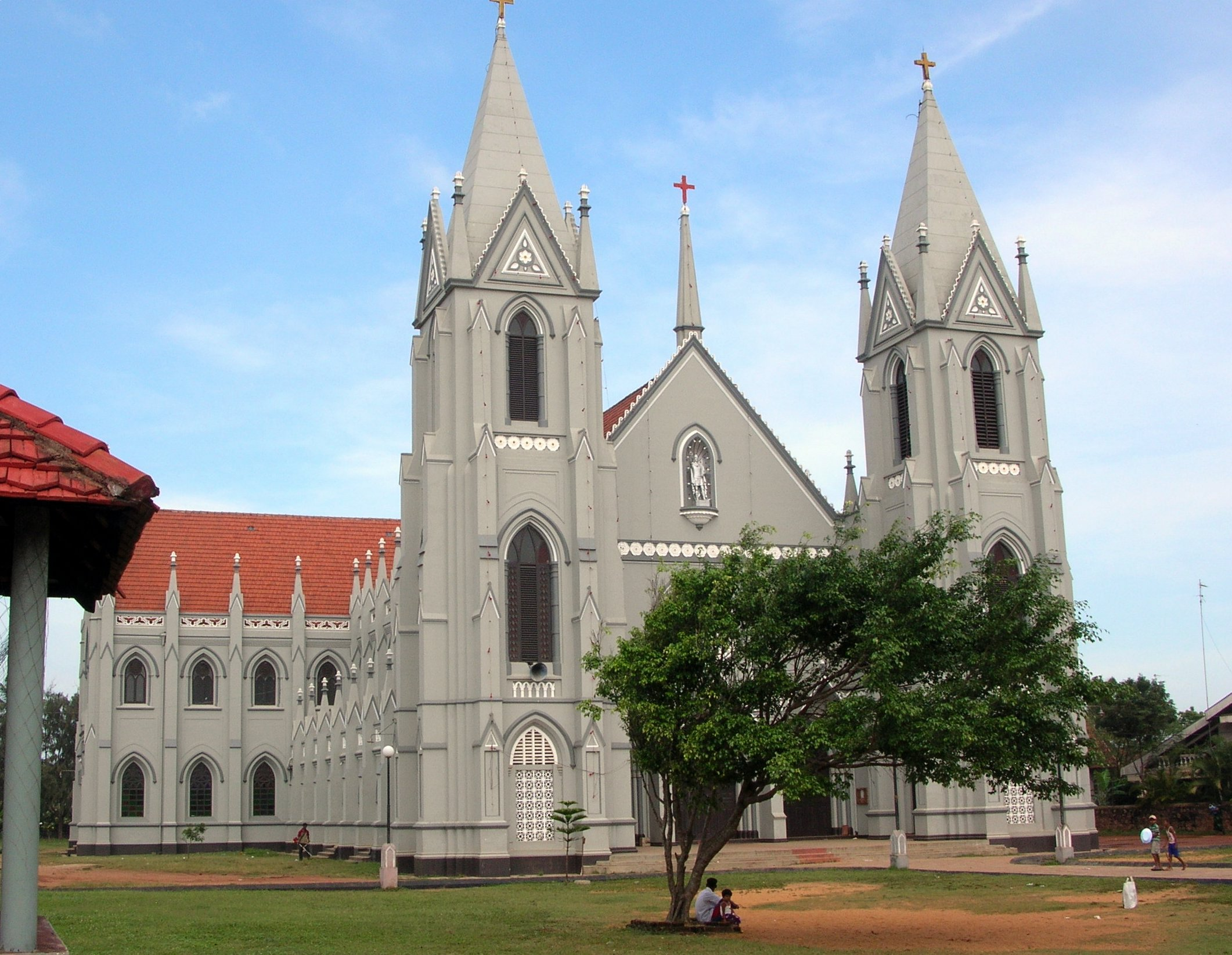
كنيسة القديس سيباستيان الكاثوليكية في نيجومبو.

كان ضريح القديس أنتوني الكاثوليكي في كوتاهينا في كولومبو، أول موقع تعرض للتفجير، تبعه كنيسة القديس سيباستيان الكاثوليكية في نيجومبو. وذكرت وسائل الإعلام السريلانكية أن 93 شخصاً على الأقل قتلوا في تفجير كنيسة القديس سيباستيان.
كما حدث تفجير في كنيسة صهيون في باتيكالوا، وهي جماعة بروتستانتية. وأفادت الأخبار المحلية عن مقتل 27 شخصاً على الأقل في تفجيرات  باتيكالوا، منهم تسعة أشخاص أبلغ مسؤول الشرطة أنهم من السائحين. وقال مسؤول بمستشفى في المنطقة إنه استقبل أكثر من 300 شخص عقب الإنفجار.

### الفنادق

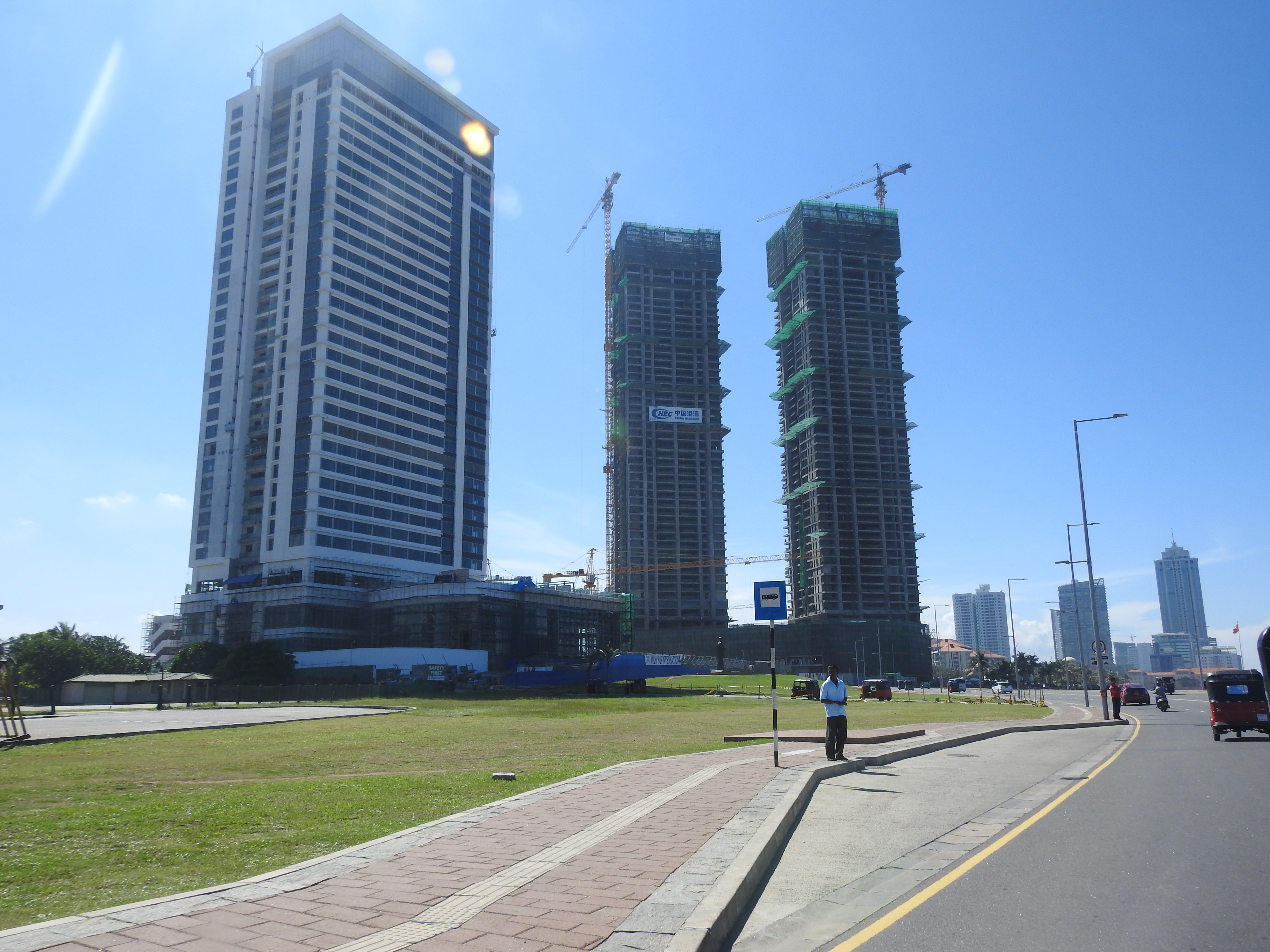
فندق شانغريلا في كولومبو.

تعرضت ثلاثة فنادق من فئة 5 نجوم على شاطئ البحر في وسط كولومبو للهجوم في نفس الوقت تقريباً مثل الكنائس: وهي شانغريلا، وسينامون جراند وذا كينغسبيري.
وقع الهجوم على شانغريلا في الساعة 08:57 أثناء فترة الإفطار في مطعم بالطابق الثالث من الفندق، والذي كان مليئاً بالسائحين الأجانب الذين شكلوا الجزء الأكبر من زبائن الفندق.
قام الانتحاري الذي فجر مطعم سينامون جراند بالوصول إلى الفندق باسم مزيف في الليلة السابقة، تحت ذريعة زائفة لرحلة عمل. وكان المهاجم يحمل صفيحة، وقد دخل في طابور بوفيه الإفطار في المطعم المعبأ في صباح اليوم التالي، وقام بتفجير المتفجرات المربوطة في ظهره بينما كان على وشك التقدم. وكان أحد مديري الفندق الذي كان حاضراً يُرحب بالضيوف من بين القتلى على الفور.
تعرضت قاعة الاستقبال لبيت الضيافة بالقرب من حدائق الحيوانات الوطنية في سريلانكا، فندق تروبيكال إن في دهيوالا، للهجوم أيضاً في وقت لاحق من اليوم، وابلغ عن وفاة شخصين.

### مساكن
وقعت المزيد من التفجيرات في وقت لاحق من اليوم عندما بدأت الشرطة بتفتيش منازل المشتبه بهم في ضواحي كولومبو؛ ونفذ انتحاري تفجيرا في مجمع سكني في طريق ماهافيلا أوديانا في ديماتاجودا، أسفر عن مقتل ثلاثة من ضباط الشرطة.

## المواقع

### كولومبو

فندق وذا كينغسبيري في كولومبو.

ذكرت وسائل الإعلام السريلانكية أن 40 شخصًا على الأقل قتلوا في كولومبو. حيث كان ضريح القديس أنتوني الكاثوليكي أول من تعرض للتفجير. بالإضافة إلى تعرض ثلاثة فنادق وسط كولومبو للهجوم.

### نغومبو
تعرضت كنيسة القديس سيباستيان الكاثوليكية في نغومبو إلى الشمال من عاصمة المقاطعة إلى واحدة من أولى ضربات الهجوم. ولقد ذكرت وسائل الإعلام السريلانيكية مقتل 93 شخصًا على الأقل في تفجير نغومبو.

### باتيكالوا
تعرضت كنيسة صهيون البروتستانتية في باتيكالوا إلى هجوم. ذكرت وسائل الإعلام السريلانكية أن 27 شخصًا على الأقل قتلوا في باتيكالوا.

### دهيوالا
حدث تفجير في قاعة الاستقبال في «فندق تروبيك إ»، وأبلغ عن وقوع ضحيتين.

### ديماتاجودا
نفذ تفجير انتحاري في مجمع سكني في شارع ماهافيلا أوديانا في ضاحية ديماتاجودا، وأسفر عن مقتل ثلاثة من ضباط الشرطة.

## ما بعد التفجيرات
أغلقت الحكومة منشآت للأمن؛ وأصدرت وزارة الدفاع حظر التجول اعتباراً من الساعة 18:00 بالتوقيت المحلي في يوم الهجمات، وفرضت حظراً مؤقتاً على وسائل التواصل الاجتماعي، بينما أغلقت وزيرة التعليم، أكيلا فيراج كاريياواسام، جميع المدارس لليومين التاليين. وأعلنت بورصة كولومبو أن عملياتها سيتم تعليقها مؤقتاً في أعقاب الهجمات الإرهابية، ولن يتم فتحها كما كان مخطط لها في 22 أبريل 2019.
عثر على عبوة ناسفة بشكل أنبوب كلوريد متعدد الفاينيل طوله 1.8 متر (5.9 قدم) ربما مملوءة بآر دي إكس، بالقرب من مطار باندارنيك الدولي في كولومبو وفككت وابطل مفعولها بواسطة قوات سلاح الجو السريلانكي.
عثرت الشرطة على ثلاث قنابل أخرى بالقرب من مستشفى الدكتور نيفيل فرناندو. وفي 22 أبريل حددت فرقة العمل الخاصة (وهي وحدة النخبة لمكافحة الإرهاب التابعة لشرطة سريلانكا) موقع سيارة تابعة للمهاجمين بالقرب من ضريح القديس أنتوني، موقع أحد انفجارات اليوم السابق. وعند التفتيش، عثر على السيارة وقد زودت بثلاث قنابل. بعد إخلاء وحدة نزع فتيل القنابل في المنطقة المحيطة بها، انفجرت القنابل في وقت واحد أثناء محاولة فاشلة لنزع الفتيل. في اليوم نفسه، ذُكر أن الشرطة عثرت على 87 قطعة من أدوات القنابل في محطة باستيان مواتا للحافلات الخاصة في بيتاه.

### الضحايا
| الجنسية          | العدد |
| ---------------- | ----- |
| سريلانكا         | 272   |
| الهند            | 11    |
| المملكة المتحدة  | 8     |
| الولايات المتحدة | 4     |
| الدنمارك         | 3     |
| هولندا           | 3     |
| أستراليا         | 2     |
| السعودية         | 2     |
| إسبانيا          | 2     |
| سويسرا           | 2     |
| تركيا            | 2     |
| بنغلاديش         | 1     |
| الصين            | 1     |
| فرنسا            | 1     |
| اليابان          | 1     |
| البرتغال         | 1     |
| غير معروف        | 44    |
| مجمل             | 359   |

قالت وسائل الإعلام السريلانكية أن 359 شخصًا قتلوا على الأقل، بينما جرح أكثر من 500 شخصاً، بعضهم في حالة خطيرة، وغالبيتهم العظمى من السريلانكيين مع ما لا يقل عن 39 من الرعايا الأجانب من المواطنين الأمريكيين والبريطانيين والصينيين والدانمركيين والهولنديين والبرتغاليين. وزارة الخارجية السريلانيكية أكدت مقتل مواطنين من الهند والبرتغال وتركيا والمملكة المتحدة بالإضافة إلى العديد من الرعايا الأجانب غير المعروفين. وأكدت وزارة الخارجية الدنماركية مقتل ثلاثة مواطنين دانمركيين. أعلن عن مقتل خمسة سائحين بريطانيين، اثنان منهم يحملون الجنسية الأمريكية. قالت وزارة الخارجية الأمريكية إن العديد من المواطنين الأمريكيين قد قتلوا. وقال مدير مستشفى سريلانكا الوطني في كولومبو، الدكتور أنيل جاسينغ، إنه يوجد أحد عشر قتيلًا من بولندا والدنمارك والصين واليابان وباكستان والولايات المتحدة الأمريكية والهند والمغرب وبنغلاديش من بين القتلى هناك.
كان شانتها مايادون، رئيس الطهاة في التلفزيون السريلانكي، من بين القتلى. وكان من بين الضحايا الدنماركيين ثلاثة من بين أربعة الأطفال لأندرس هولش بوفلسن، الرئيس التنفيذي لشركة بستيلر لبيع الملابس الدنماركية. وكانت الضحية البنغلاديشية زيان تشودري البالغة من العمر 8 سنوات، وهي عضو من عائلة شيخ واجد، وابنة عم رئيسة وزراء بنغلاديش شيخة حسينة واجد. مات 45 طفلاً على الأقل في الهجمات، من بينهم تسعة من الأجانب.
في 23 أبريل عام 2019، أقيمت أول جنازة جماعية. وقام مستشفى جافنا التعليمي أيضاً بحملات للتبرع بالدم إلى الضحايا الذين استقبلوا في المستشفيات.

### المنفذون
ألقت الشرطة المحلية القبض على ثمانية أشخاص يقيمون في ضاحية ديماتاجودا فيما يتعلق بالهجمات. وقُبض على خمسة مهاجمين مشتبه بهم وشركاء آخرين في أحد المنازل أثناء الليل. وأكدت الشرطة في اليوم التالي للتفجيرات أنه اعتقل 24 شخصاً فيما يتعلق بسلسلة التفجيرات. وقُتل ثلاثة من ضباط الشرطة ومدنيين إثنين جراء القنابل التي انفجرت أثناء كشفها وتفكيكها. وشارك سبعة من الانتحاريين في الهجمات.
أكدت وزيرة الصحة راجيثا سيناراتني أن جميع المفجرين كانوا مواطنين سريلانكيين مرتبطين بجماعة التوحيد الوطنية، وهي جماعة إسلامية مسلحة ومتشددة محلية، لكن يشتبه في وجود صلات أجنبية. ولم يكن هناك ادعاء بالمسؤولية. وادينت قيادة جماعة التوحيد الوطنية من قبل العديد من المنظمات الإسلامية السريلانكية في عام 2016 لدعوتها بتلقين الأصولية المتطرفة للأطفال وللاشتباكات مع الرهبان البوذيين، وارتبط إسمها في عام 2018 بتخريب التماثيل البوذية. وقام العضو في جماعة التوحيد الوطنية، و«العقل المدبر للتفجير» مولوي زهران هاشم، وهو إمام إسلامي متطرف من سريلانكا، بالوعظ على حساب فيسبوك من خلاله أبدى تأييده لتنظيم الدولة الإسلامية (داعش) السريلانكي، والمعروف باسم «الغرابة»، وعلى موقع يوتيوب.

### التحقيقات
قام الوزير السريلانكي هارين فرناندو، بتغريد أن قائد الشرطة بوجوث جايسوندارا أرسل تنبيهاً لنائب المفتش العام بريال ديساناياكي مؤرخًا في 11 أبريل من عام 2019، وفيه ينقل تقريرًا استخبارياً هندياً من 4 أبريل يذكر فيه أن الانتحاريين ينتمون إلى جماعة التوحيد الوطنية بقيادة محمد قاسم محمد زهران يخططون لمهاجمة الكنائس البارزة والسفارة الهندية في كولومبو. وبعد نفي الحكومة الأولي لصحة التنبيه، صرح رئيس الوزراء رانيل ويكريمسينغه أن «المعلومات كانت موجودة» عن الهجمات، وأنه يجب على حكومته «النظر في سبب عدم اتخاذ الاحتياطات الكافية». وطلب الوزير في وقت سابق ألا تنشر وسائل الإعلام أسماء المهاجمين، وقال إن الحكومة تعتقد أن الهجمات نفذتها مجموعة واحدة من المتطرفين الدينيين.
كان المهاجم في فندق سينامون جراند ضيفاً سُجل باسم «محمد عزام محمد» وأعطى عنوانًا مزيفًا. وتم التعرف على الإنتحاري في فندق فندق شانغريلا من قبل الشرطة باسم «إنسان سليفان»، وهو صاحب مصنع، وتم اعتقال تسعة من موظفيه. وقالت حكومة سريلانكا في 22 أبريل أن الهجمات نفذها أعضاء في جماعة التوحيد الوطنية بدعم من الإرهابيين الدوليين.
في 23 أبريل عام 2019، قالت ثلاثة من مصادر الحكومة والجيش السريلانكي لوكالة رويترز إن مواطناً سورياً رهن الاحتجاز لاستجوابه بشأن الهجمات.
في وقت لاحق من يوم 23 أبريل عام 2019، قال وزير الدفاع السريلانكي، روان وييوارديني، أن التحقيقات الأولية كشفت أن المتطرفين الإسلاميين «نفذوا الهجمات رداً على هجوم مارس على مسجدين في نيوزيلندا». ومع ذلك فقد كان هذا موضع شك، حيث يعتقد المحللون أن الهجمات قد تم التخطيط لها في وقت سبق هجوم كرايستشيرش. وأعلنت تنظيم الدولة الإسلامية (داعش) مسؤوليتها عن الهجمات، وجاء في بيان  التنظيم أنّ «منفذي الهجوم الذي استهدف رعايا دول التحالف والنصارى في سريلانكا من مقاتلي الدولة الإسلامية».

### حظر وسائل الاعلام والتواصل الاجتماعية
حظرت الحكومة بشكل مؤقت شبكات التواصل الاجتماعي الكبرى وخدمات الرسائل مثل فيسبوك، وإنستغرام، وواتساب، وفايبر، وسناب شات ويوتيوب خلال ساعات من الهجوم. قال المسؤولون «لا يمكن الوثوق» في فيسبوك وواتساب بسبب الأخبار المزيفة حول تفجيرات عيد القيامة. وشمل الحظر مزودي خدمة الشبكة الخاصة الافتراضية الذين يمكن استخدامها للتحايل على الحظر.
تغاضى بعض المعلقين عن هذه الخطوة واعتبروها دليلاً على أن مواقع التواصل الاجتماعي فشلت في إيقاف المعلومات المضللة. وانتقد آخرون الحظر لعرقلة السريلانكيين عن وسائل التواصل مع الأقارب خلال الكارثة. ورأى بعض المعلقين والباحثين أن ذلك يؤدي إلى نتائج عكسية في الحد من الأخبار المزيفة.

### تداعيات سياسية
تعرض المفتش العام للشرطة بوجيث جياسوندارا لإنتقادات شديدة في أعقاب التفجيرات، وكانت أبرز الإنتقادات من حزب تحالف حرية الشعب المتحدة والتي حثته على الاستقالة بسبب الفشل التام في منع التفجيرات.  في وقت لاحق، ادعى المرشح الرئاسي السابق فيلد مارشال ساراث فونسيكا أنه من الظلم إلقاء اللوم على المفتش العام للشرط، وادعى أنه كان هناك صراعاً بين عمل المخابرات العسكرية والمحققين الجنائيين، ودعا إلى تحسين الآلية الإستخباراتية وتبسيط التصاريح الأمنية.
في خطاب ألقاه في البرلمان، انتقد الرئيس السابق وزعيم المعارضة الحالي ماهيندا راجاباكشا الحكومة لإضعافها أجهزة المخابرات على مر السنين. وذكر أنه في يناير عام 2015، قام بتسليم بلد آمن وسلمي مع جهاز قوي للأمن القومي. وادعى أن الحكومة الحالية مسؤولة بشكل مباشر عن تفجيرات عيد القيامة في عام 2019، موضحاً أنه في مناسبة مهمة مثل عيد القيامة، يقوم ممثلو الحكومة عادةً بحضور القداس، ومع ذلك، في هذه المناسبة تحديداً، لم يكن هناك ممثلون حكوميين في الكنائس أو بالقرب منها. وألقى باللوم على الحكومة لتخفيف صلاحيات جهاز الأمن القومي وادعى أن هذا الهجوم الإرهابي لم يكن ليحدث لولا إدارته. بالإضافة إلى ذلك، كانت الحكومة تستعد لإلغاء قانون منع الإرهاب، وتساءل عما إذا كانوا قد نجحوا في إلغائه، وما هو نوع الموقف الذي ستكون عليه الحكومة للرد على الحادث.
في 24 أبريل عام 2019، وعد الرئيس مايتريبالا سيريسينا بإجراء تغييرات كبيرة على قيادة قوات الأمن خلال الـ 24 ساعة القادمة وتعهد «بإعادة هيكلة كاملة» للشرطة وقوات الأمن الوطني في الأسابيع المقبلة. وتأتي هذه التغييرات وسط مزاعم بأن الخلاف بين الرئيس ورئيس الوزراء ساهم في الفشل في الإستجابة الفعالة للتهديدات التي تقوض الأمن القومي. تسبب هذا الحادث أيضاً في نكسة كبيرة للحكومة وللأحزاب السياسية الأخرى قبل الانتخابات الرئاسية السريلانكية 2019 مباشرةً.

## ردود الفعل

### الردود المحلية
أدان قادة البلاد الهجمات: حيث قال الرئيس مايتريبالا سيريسينا «لقد أصدرت تعليمات باتخاذ إجراءات صارمة ضد الأشخاص المسؤولين عن هذه المؤامرة»، وقال رئيس الوزراء رانيل ويكريمسينغه «أنا أدين بشدة الهجمات الجبانة على شعبنا اليوم»، ووصف زعيم المعارضة والرئيس السابق ماهيندا راجاباكشا الهجمات بأنها «وحشية تماماً» وقال إن الأمة ستقف متحدة ضد «أعمال الإرهاب»، ووصف وزير المالية مانجالا ساماراويرا الهجمات بأنها «محاولة جيدة التنسيق لخلق القتل والفوضى».
قال رئيس أساقفة الكنيسة الرومانية الكاثوليكية في كولومبو، الكاردينال رانجيث «إنه يوم حزين للغاية بالنسبة لنا جميعاً. وأود لذلك أن أعرب عن عمق حزني وتعاطفنا [...] وأدين بأقصى طاقتي هذا العمل الذي تسبب الكثير من الموت والمعاناة للناس». بعد الهجوم، ألغى رئيس الأساقفة في كولومبو جميع خدمات عيد القيامة المخطط لها مساء يوم عيد القيامة.

### ردود دولية
أعرب العديد من زعماء العالم عن تعازيهم وإدانتهم، ومن بين زعماء العالم الذين قدموا تعازيهم أستراليا، وبنغلاديش، والبرازيل، وبلغاريا، وكندا، والدنمارك، وفنلندا، والكرسي الرسولي، والمجر، والهند، وإندونيسيا، وإيران، وإسرائيل، وإيطاليا، وهولندا، واليابان، ولبنان، وماليزيا، والمغرب، ونيوزيلندا، وباكستان، وفلسطين، والفلبين، وبولندا، والبرتغال، ورومانيا، وروسيا، والسعودية، وصربيا، وسنغافورة، وسلوفاكيا، وكوريا الجنوبية، والسويد، وتركيا، وتايلاند، والإمارات العربية المتحدة، والمملكة المتحدة، والأمم المتحدة، والولايات المتحدة، وفييتنام. كما وعرضت إسرائيل إرسال مساعدات إنسانية إلى سريلانكا.
كانت العديد من المباني في جميع أنحاء العالم مضاءة بألوان حزينة أو مضاءة بألوان سريلانكا تضامناً. تم تخفيف أنوار برج أيفل في باريس الفرنسيّة، في ليلة الهجمات تكريماً لضحايا تفجيرات سريلانكا. بالإضافة إلى ذلك، كانت علامة تورنتو باهتة تكريما لضحايا الهجوم. من بين المباني والجسور التي أضاءت بألوان علم سريلانكا قاعة فنلنديا في هلسنكي في فنلندا، ومبنى بلدية تل أبيب في إسرائيل، ومعالم متعددة في سندرلاند في المملكة المتحدة وأبو ظبي في الإمارات العربية المتحدة والعديد من المباني والجسور في جميع أنحاء أستراليا بما في ذلك بلدية مدينة ملبورن، ومركز الفنون في ملبورن، ومتحف ملبورن، والمبنى الملكي للمعارض في ملبورن، وجسر ستوري، وجسر فيكتوريا وبلدية مدينة بريزبان وغيرها. وكرمت بورصة نازداك في ميدان التايمز في مدينة نيويورك أيضاً ضحايا هجمات سريلانكا.
بالإضافة إلى ذلك، توقفت بورصة نيويورك لدقيقة صمت قبل جرس الافتتاح في اليوم التالي للهجمات. ووقف لاعي فريق ريال مدريد أيضاً دقيقة صمت قبل بدء مباراة الدوري الإسباني لكرة القدم في ليلة الهجمات. وتم تنظيم وقفات احتجاجية على ضوء الشموع، والتعاطف مع الضحايا حول العالم بما في ذلك في كندا واسكتلندا وإندونيسيا ونيوزيلندا وغيرها.

### الزعماء الدينيون
استجاب ممثلو وقادة أديان العالم الرئيسية بالصلوات والدعم للضحايا.
أعرب أولاف فيكسي تويت، الأمين العام لمجلس الكنائس العالمي عن تعازيه، قائلاً: «بصفتنا زمالة عالمية للكنائس، فإننا نقف في تضامن خاص مع مسيحيي سريلانكا الذين تعرضوا للهجوم بهذه الطريقة الشريرة»، وأدان مجلس الكنائس العالمي بشدة هذا الهجوم وقدم صلوات للضحايا وعائلاتهم.
خلال خطاب بركة عيد القيامة التقليدية في ميدان القديس بطرس، قال البابا فرنسيس «أود أن أعرب عن تقاربي القلبي للمجتمع المسيحي سريلانكا، والجرحى أثناء تجمعها في الصلاة، ولجميع ضحايا هذا العنف الوحشي». كما حثّ المجتمع الدولي على تقديم المساعدة اللازمة لسريلانكا، ودعاهم إلى عدم التردد في إدانة «تلك الأعمال الإرهابية واللاإنسانية» التي لا يمكن تبريرها أبدًا.
أدان يوسف بن أحمد العثيمين، الأمين العام لمنظمة التعاون الإسلامي الهجمات، معربًا عن تضامنه مع الضحايا ودعا إلى «تضامن دولي في مكافحة آفة الإرهاب».
كما تم تقديم التعازي من قبل قادة الكنيسة الأنجليكانية، وكنيسة يسوع المسيح لقديسي الأيام الأخيرة، واللوثرية، والميثودية، والكنائس الأرثوذكسية، والإنجيلية.
صرَّح جمعية علماء سريلانكا، وهو مجلس علماء دين مسلمين، أنه «نيابة عن المجتمع المسلم السريلانكي، نقدم تعازينا لشعب الإيمان المسيحي ونقدم أيدينا من الصداقة تضامنًا». وطالب الجمعية في فرض الأمن في جميع المواقع الدينية وفرض «العقوبة القصوى لكل من يشارك في هذه الأعمال الغادرة». التقى العديد من علماء الدين الإسلامي مع مالكولم رانجيث رئيس أساقفة كولومبو، عقب الهجمات. كما أعرب المجلس الوطني للشورى، والذي يتكون من 18 منظمة إسلامية، عن تعازيه وطلب من الحكومة السريلانكية «الجهوده لإلقاء القبض على الجناة أيا كانوا، وإلى أي جزء من السكان قد ينتمون».
ورد رونالد لودر، رئيس المؤتمر اليهودي العالمي، على الهجمات مؤكداً أن «يهود العالم - في الواقع جميع الشعوب المتحضرة - يدينون هذه الجريمة الشنيعة ويدعون إلى عدم التسامح مطلقًا مع أولئك الذين يستخدمون الإرهاب لتحقيق أهدافهم».